# Байрами, Луана
Луана Байрами-Рахмани (алб. Luàna Bajrami-Rahmani;  род. 14 марта 2001) — французско-косовская актриса. Известность ей принесли роли в фильмах «Портрет девушки в огне» (2019) и «В час пик» (2018). В 2020 году Байрами дебютировала в качестве режиссёра, сняв картину «Холм, где ревут львицы».

## Биография
Семья Байрами родом из Плешины, селения в округе Феризай в Косово. Когда ей было семь лет, семья переехала в город Кретей, расположенный к югу от Парижа. Луана впервые задумалась над актёрской карьерой после просмотра экранизации Николя Бари 2008 года «Сорванцы из Тимпельбаха», основанной на романе Генри Винтерфельда.
Байрами дебютировала в кино, исполнив роль в телефильме 2011 года «Выбор Адель» Оливье Гиньяра, где сыграла 8-летнюю албанскую школьницу, семье которой угрожало выселение. Ученица находит поддержку у своей учительницы, которую сыграла Миу-Миу. В 2014 году Байрами исполнила небольшую роль в короткометражном фильме «14 миллионов криков» Лизы Асуэлос, затем у неё была главная роль в телефильме «Марион» Бурлема Герджу, который был снят по одноимённой книге Норы Фрейсс. В ней рассказывается о деле Марион Фрейсс, школьнице, покончившей жизнь самоубийством из-за преследований со стороны своих одноклассников. Фильм впервые вышел в эфир France 3 27 сентября 2016 года. В интервью Le Monde Байрами отметила, что это была первая роль, в которой она полностью контролировала всё, что делала. Она прочитала книгу и познакомилась с матерью Марион Фрейсс.
Байрами снялся еще в двух короткометражных фильмах: «Умерли двое потерянных» Томассо Усберти, который получил третий приз Cinefondation на Каннском кинофестивале в 2017 году, и в фильме 2018 года «После ночи» Валентина Плиссона и Максима Ру.
В 2019 году Байрами сыграла роль Аполлины, главаря группы из шести интеллектуально одарённых учеников, противостоящих своему новому учителю (играет Лоран Лафит) в фильме Себастьяна Марнье «В час пик», снятому по одноимённому роману Кристофа Дюфоссе. Байрами удостоилась хвалебных отзывов за образ Аполлины.
Байрами также получила высокую оценку за свою роль Софи в независимом французском фильме 2019 года «Портрет девушки в огне». В том же году она исполнила роль Эммы в фильме «С днём рождения» Седрика Кана, рассказывающем о неблагополучном семейном воссоединении .
В 2020 году Байрами дебютировала в качестве режиссёра, представив свой фильм «Холм, где ревут львицы». Байрами была номинирована на кинопремию Сезар 2020 в категории «Самая многообещающая актриса».

## Фильмография
| Год  | Название                | Роль      | Примечания               |
| ---- | ----------------------- | --------- | ------------------------ |
| 2011 | Выбор Адель             | Канюша    |                          |
| 2014 | 14 миллионов криков     | Луиза     | Короткий фильм           |
| 2016 | Марион, 13 лет навсегда | Марион    |                          |
| 2017 | Умерли двое потерянных  | Вера      | Короткий фильм           |
| 2018 | После ночи              | Анастасия |                          |
| 2018 | В час пик               | Аполлина  |                          |
| 2019 | С днём рождения         | Эмма      |                          |
| 2019 | Портрет девушки в огне  | Софи      |                          |
| 2020 | Холм, где ревут львицы  | Лена      | режиссер, автор сценария |
| 2021 | Событие                 | Элен      |                          |